# Anserma (ort)
Anserma är en ort i Colombia.   Den ligger i departementet Risaralda, i den centrala delen av landet, 210 km väster om huvudstaden Bogotá. Anserma ligger 2 088 meter över havet och antalet invånare är 25 242.
Terrängen runt Anserma är lite bergig. Runt Anserma är det ganska tätbefolkat, med 160 invånare per kvadratkilometer. Anserma är det största samhället i trakten. I omgivningarna runt Anserma växer i huvudsak städsegrön lövskog.